# François-Xavier Chapon

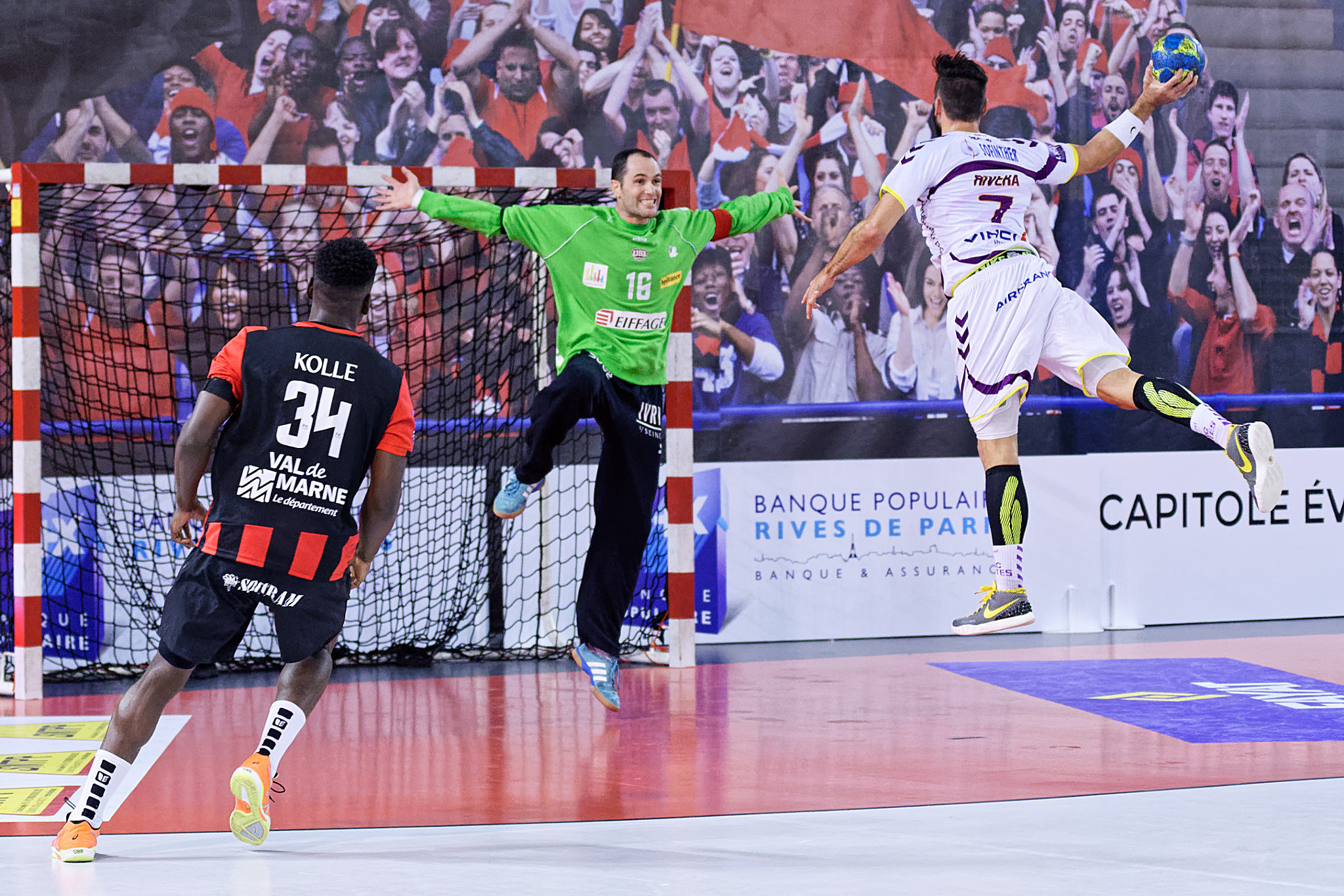
François-Xavier Chapon tente de s'interposer face à Valero Rivera, le 18 novembre 2015.

François-Xavier Chapon, né le 22 février 1982 à Saint-Lô, est un joueur de handball français évoluant au poste de gardien de but.

## Biographie
Formé à l'ASPTT Saint-Lô, il rejoint ensuite l'ES Falaise, où il évolue pendant une saison en Nationale 3 et partage la cage avec son père, Thierry, toute une saison. Après avoir rejoint les rangs de l'OC Cesson,, il est alors sélectionné en équipe de France jeunes puis junior.
En 2001, il rejoint le centre de formation de l'US Ivry. Champion de France D1 en 2007, il fait alors partie des meilleurs gardiens du championnat et est alors sélectionné en équipe de France en 2009. Fidèle à son club où il évolue pendant 17 ans dont 14 en tant que professionnel, il met un terme à sa carrière en mai 2018 avant de rejoindre l'Éducation nationale.
Nommé dans une classe ULIS à Tremblay-en-France pour la rentrée 2018, il accepte la proposition de Stéphane Imbratta de rejoindre l'équipe réserve de Tremblay qui évolue en Nationale 2 pour épauler les deux jeunes gardiens de buts inexpérimentés du club.

## Palmarès
- Champion de France D1 (1) : 2007 ; 
  - Troisième en 2005 et 2008
- Finaliste de la Coupe de France en 2006, 2008 et 2012.
- Finaliste de la Coupe de la Ligue en 2007.
- Champion de France D2 (1) : 2015